# Bryum hornum
Bryum hornum là một loài rêu trong họ Bryaceae. Loài này được Hedw. Crome mô tả khoa học đầu tiên năm 1803.